# Vrăjitorul din Oz
Vrăjitorul din Oz  (în engleză The Wonderful Wizard of Oz) este un roman pentru copii scris de autorul L. Frank Baum având ilustrații originale de W. W. Denslow. A apărut prima oară la editura George M. Hill Company din Chicago la 17 mai 1900, fiind retipărită de nenumărate ori, în engleză mai ales sub titlul The Wizard of Oz. Cartea a fost adaptată într-un popular musical pe Broadway și a fost ecranizată în 1939.  Prezintă aventurile unei fetițe numite Dorothy Gale în Ținutul lui Oz, după ce este luată în zbor de o furtună din Kansas. Cartea originală este domeniu public în SUA din 1956.

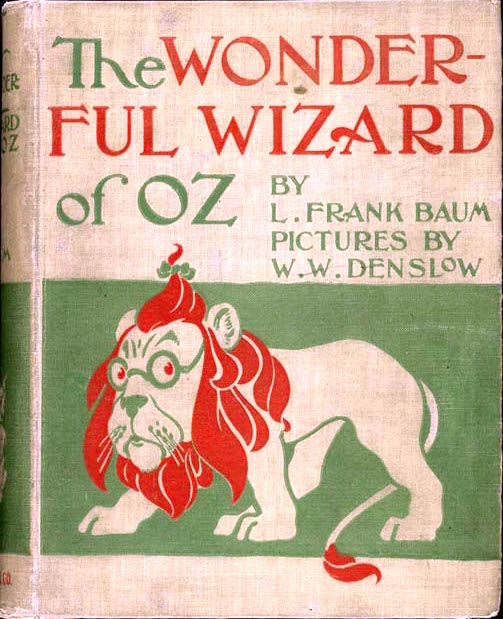
1900 first edition cover, George M. Hill, Chicago, New York.

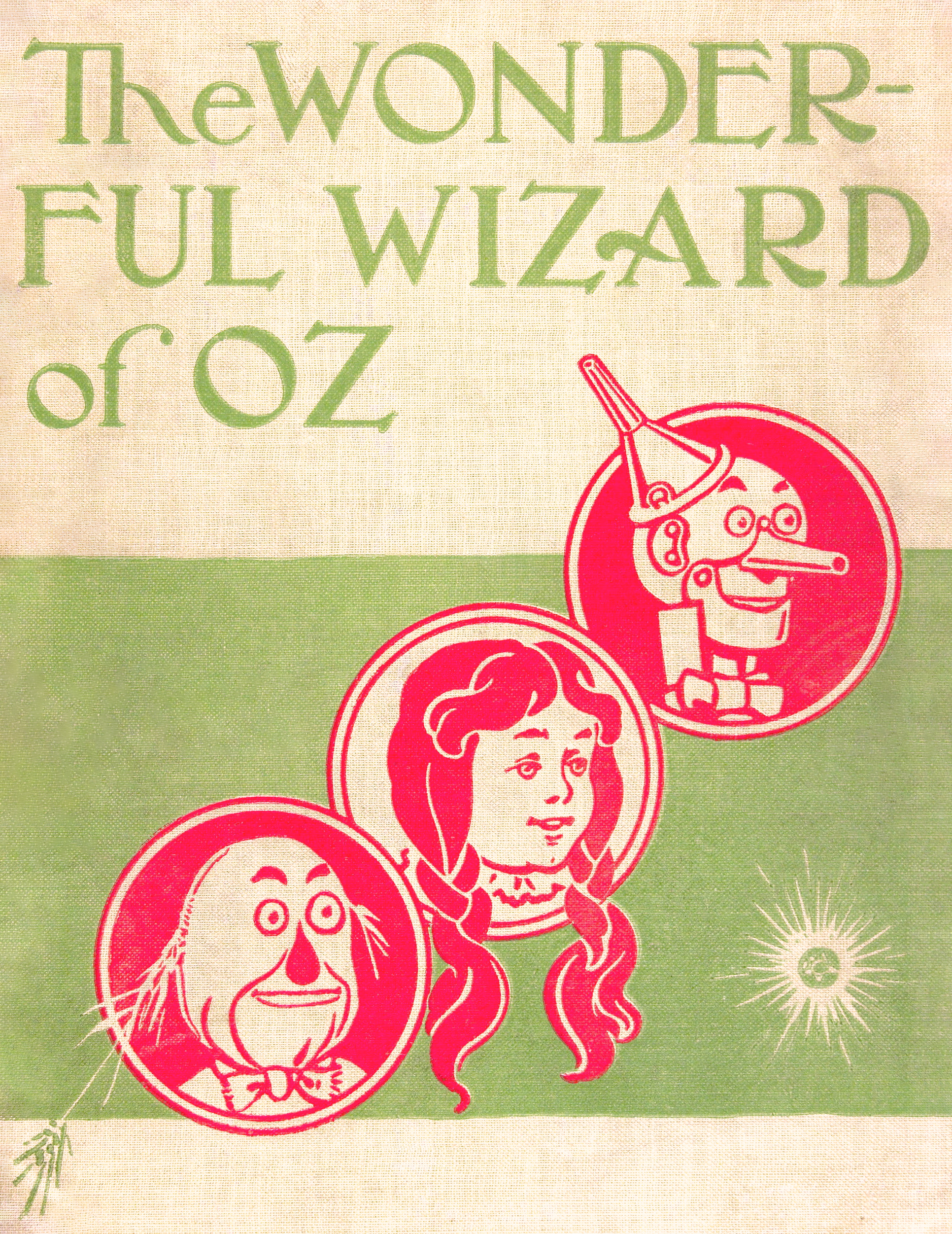
Back cover.

## Ecranizări
- The Fairylogue and Radio-Plays (1908)
- The Wonderful Wizard of Oz (1910)
- Dorothy and the Scarecrow in Oz (1910)
- The Land of Oz (1910)
- John Dough and the Cherub (1910)
- The Patchwork Girl of Oz (1914)
- The Magic Cloak of Oz (1914)
- His Majesty, the Scarecrow of Oz (1914)
- Wizard of Oz (1925)
- The Wizard of Oz (1933)
- The Wizard of Oz (1939)
- Return to Oz (1964)
- The Wonderful Land of Oz (1969)
- Ayșecik ve Sihirli Cüceler Rüyalar Ülkesinde (1971)
- Journey Back to Oz (1974)
- The Wonderful Wizard of Oz (1975)
- The Wiz (1978)
- The Wizard of Oz (1982)
- Return to Oz (1985)
- Dorothy Meets Ozma of Oz (1987)
- The Dreamer of Oz: The L. Frank Baum Story (1990)
- Lion of Oz (2000)
- The Muppets' Wizard of Oz (2005)
- Strawberry Shortcake: Berry Brick Road (2006)
- Tom and Jerry and the Wizard of Oz (2011)
- Dorothy and the Witches of Oz (2011)
- After the Wizard (2011)
- Oz the Great and Powerful (2013)
- Legends of Oz: Dorothy's Return (2014)